# Грашано (Терамо)
Грашано (итал. Grasciano) је насеље у Италији у округу Терамо, региону Абруцо.
Према процени из 2011. у насељу је живело 92 становника. Насеље се налази на надморској висини од 139 м.